# Phil Pressey
Phillip Michael "Phil" Pressey (Dallas, Texas, 17 de febrero de 1991) es un exjugador de baloncesto estadounidense que fue profesional en su país y en Europa durante nueve temporadas. Con 1,80 metros de altura, jugaba en la posición de base. Es hijo del también exjugador de baloncesto Paul Pressey. Desde junio de 2022 ejerce como entrenador asistente de los Missouri Tigers de la División I de la NCAA.

## Trayectoria deportiva

### Universidad
Jugó durante tres temporadas con los Tigers de la Universidad de Misuri, en las que promedió 9,7 puntos, 3,0 rebotes y 5,9 asistencias por partido. En 2012 lideró la Big 12 Conference en asistencias, con 6,2 por partido, siendo incluido en el mejor quinteto de la conferencia por la CBS, mientras que al año siguiente hizo lo propio en su nueva conferencia, la Southeastern Conference, siendo nuevamente elegido en el mejor quinteto, esta vez por los entrenadores.

### Profesional
Tras no ser elegido en el Draft de la NBA de 2013, fue invitado a hacer la pretemporada con los Boston Celtics, y su buena actuación en la misma hizo que la franquicia le firmara su primer contrato profesional. Debutó ante los Toronto Raptors, no consiguiendo anotar ni un punto.
Tras ser despedido por los Celtics, en julio de 2015 firmó con los Portland Trail Blazers.
En septiembre de 2016 fichó por Golden State Warriors, sin embargo fue despedido el 20 de octubre, tras disputar cinco partidos de pretemporada.
En julio de 2017 fichó por el Fútbol Club Barcelona por una temporada, con opción a una segunda.
Tras su paso por el club azulgrana, donde no contó con demasiado protagonismo (4,6 puntos y 1,8 asistencias), firmó con el Beşiktaş turco.
El 13 de agosto de 2019 fichó por una temporada con el Club Baloncesto Estudiantes.

## Estadísticas de su carrera en la NBA

### Temporada regular
| Año     | Equipo       | PJ  | PT | MPP  | %TC  | %3P  | %TL  | RPP | APP | ROB | TPP | PPP |
| ------- | ------------ | --- | -- | ---- | ---- | ---- | ---- | --- | --- | --- | --- | --- |
| 2013-14 | Boston       | 75  | 11 | 15.1 | .308 | .264 | .644 | 1.4 | 3.2 | .9  | .1  | 2.8 |
| 2014-15 | Boston       | 50  | 0  | 12.0 | .368 | .246 | .673 | 1.6 | 2.3 | .6  | .1  | 3.5 |
| 2015-16 | Philadelphia | 14  | 0  | 12.1 | .382 | .308 | .500 | 1.6 | 3.3 | .8  | .1  | 3.9 |
| Total   |              | 139 | 11 | 13.7 | .338 | .261 | .634 | 1.5 | 2.9 | .8  | .1  | 3.2 |

## Palmarés

### FC Barcelona
- Copa del Rey (1): 2018